# (7999) Nesvorný
(7999) Nesvorný est un astéroïde de la ceinture principale.

## Description
(7999) Nesvorný est un astéroïde de la ceinture principale. Il fut découvert le 11 septembre 1986 à la station Anderson Mesa par Edward L. G. Bowell. Il présente une orbite caractérisée par un demi-grand axe de 3,05 UA, une excentricité de 0,09 et une inclinaison de 11,7° par rapport à l'écliptique.

## Compléments